# Leslie Mahaffy
Leslie Erin Mahaffy (5 de julio de 1976 - 16 de junio de 1991) fue una estudiante adolescente, residente de Burlington (Ontario, Canadá), que fue asesinada por Paul Bernardo y Karla Homolka. El secuestro de Mahaffy fue parte de una serie de desapariciones de chicas estudiantes de Ontario a principios de 1990, incluyendo a Kristen French, quien también fue una víctima de Bernardo y Homolka. Antes de asesinar a Mahaffy en 1991, y a French en 1992, la pareja había violado y asesinado a la hermana adolescente de Homolka, Tammy, en 1990. Las desapariciones, arrestos y condenas recibieron una amplia cobertura en los medios de comunicación canadienses, convirtiéndose en uno de los crímenes más notorios de la historia canadiense.

## Familia
Leslie Erin Mahaffy nació el 5 de julio de 1976, de Debbie Smith Mahaffy y Robert "Dan" Mahaffy. Su hermano Ryan nació unos años después de ella. Su padre era oceanógrafo de la pesca federal Canadiense, y a veces tenía tareas que atender fuera de casa durante semanas. Su madre era profesora.
A pesar de ser cercana a su familia, cuando cumplió catorce años, Mahaffy comenzó a rebelarse y huir de su casa. Sin embargo, siempre llamaba a su casa durante sus ausencias. Sus últimos días los pasó en casa de un amigo; fueron alrededor de 10 días los que permaneció allí. Luego decidió que era tiempo de volver a casa y que debía hacerlo hasta las 11 de la noche. Cuando no fue al funeral de un amigo el sábado, un día después de estar desaparecida el viernes, su madre empezó a preocuparse seriamente y contactó a la policía. Cuando Mahaffy no llamó a su casa para su propio cumpleaños, la familia estaba segura de que no llamaba porque no podía.
Su madre, Debbie, destacaría más tarde en la lucha por mantener la orden del juez acerca de los juicios de los asesinos de su hija, donde las cintas de vídeo que grabaron de sus propios crímenes se utilizaron contra ellos.
Los restos de Mahaffy están enterrados bajo una lápida de la familia en Burlington Memorial Gardens en Burlington (Canadá).

## Secuestro
En el momento de su secuestro y posterior asesinato a mediados de junio de 1991, pocas semanas antes de su decimoquinto cumpleaños, Leslie Mahaffy era una estudiante de noveno grado en M. M. Robinson High School de Burlington. Al igual que muchos adolescentes a su edad, llevaba aparato de dientes.
En la noche del 14 de junio de 1991, Mahaffy fue al velorio de Chris Evans, un amigo suyo que había fallecido en un accidente de coche a principios de semana junto a otros chicos.
Más tarde, un grupo de jóvenes se reunieron en el bosque para beber y consolarse unos a otros. Mientras la noche terminaba, un amigo la acompañó a su casa poco antes de las 2:00 de la madrugada, donde se quedó con ella al ver que la puerta principal de su casa estaba cerrada con llave. Leslie no tenía llaves, pero le dijo a su amigo que la puerta trasera nunca estaba cerrada con llave y que entraría por ahí, con lo que su amigo se fue. Ya estando en la puerta trasera, descubrió que también estaba cerrada con llave. Se supo después que los padres de Leslie habían cambiado la cerradura de esa puerta hacía 2 semanas y que no le habían dado a Leslie una copia de la nueva llave. Un detalle que, de haber sido previsto, podría haber salvado la vida de la joven.
Sola, Mahaffy caminó hasta un teléfono público en Macs Milk y llamó a la casa del mismo amigo en donde había permanecido los días anteriores. Le pidió poder pasar la noche ahí, pero debido a las altas hora de la noche su amigo le dijo que no, ya que eso implicaría despertar a sus padres. Alrededor de las 2:30 de la madrugada, Mahaffy regresaría a casa pensando en despertar a su madre para poder entrar.
Su familia estaba preocupada cuando vieron que no estaba en su casa la mañana del sábado 15 de junio. Cuando Mahaffy no se presentó al funeral de su amigo Chris Evans y los tres adolescentes muertos con él, su madre llamó a la policía. El 18 de junio, Debbie Mahaffy presentó la documentación oficial para que su hija figurase como desaparecida.
Paul Bernardo finalmente admitió que había estado en Keller Court, donde se encontraba el hogar de Mahaffy, para robar placas de matrículas. Vio a Leslie Mahaffy sola y declaró que ella le dijo que estaba intentando entrar a su casa y en tanto que él dijo que era un ladrón de casas y que robaría una cercana. Tras un intercambio de palabras, él le ofreció un cigarrillo de los que tenía en su coche. Ya en el coche, ella se sentó en el asiento del copiloto con los pies afuera y, al cabo de un rato, Bernardo le cubrió la cabeza rápidamente con su sudadera, la obligó a entrar al vehículo y la llevó a su casa de Port Dalhousie, donde Karla Homolka estaba durmiendo. La versión de Homolka de la historia es similar, pero dice que una vez que él tuvo a Mahaffy en el coche para ir a buscar el cigarrillo, él sacó un cuchillo para que entrara. Ambos coinciden en que Homolka no estaba presente durante el secuestro.

## Asesinato
Después de 24 horas de violación y abuso, Leslie Mahaffy fue asesinada la noche del sábado. Según Homolka, Bernardo la estranguló con un cable eléctrico una segunda vez cuando el primer intento la dejó inconsciente durante unos minutos. Homolka, técnica veterinaria, tenía acceso a fármacos sedantes que usaron para someter a Mahaffy, la misma técnica que la pareja utilizó en la violación de la hermana de Homolka hacía seis meses.
Bernardo dijo que estaba fuera de la habitación, preparando el coche para llevar a Mahaffy a un sitio donde la liberarían, cuando Mahaffy, fuertemente sedada, murió. Bernardo dijo que antes aún no estaba muerta y que después de echar gasoil en su coche y ducharse, intentó levantarla para llevarla. Declaró que él y Homolka entraron en pánico, y que trató de reanimar a Mahaffy. Ambos asesinos dijeron que le dieron un osito de peluche para que lo sostuviera en los descansos entre las agresiones.
El domingo 16 de junio de 1991, era el Día del Padre. Bernardo y Homolka movieron el cadáver de Mahaffy desde la habitación del piso de arriba hasta el sótano. Luego entretuvieron a la familia Homolka -sin la hermana de Homolka, Tammy, a la que habían asesinado el 24 de diciembre de 1990- en la planta principal de la casa, con Homolka tratando de hacer un esfuerzo especial por evitar a su madre el ir a la planta baja. Cuando la familia se fue, Bernardo y Homolka utilizaron una sierra circular de su abuelo para descuartizar el cuerpo de Mahaffy para que fuese lo suficientemente pequeño para levantarlo cuando se cubriera con cemento. Luego, en una confesión a su tía antes de revelar los detalles a la policía, Homolka dijo que Bernardo hizo esto el lunes mientras ella estaba trabajando. La versión de Bernardo afirma que ella no lo ayudó a lavar y embolsar las partes del cuerpo. 
El cuerpo de Mahaffy fue encontrado desmembrado y envuelto en cemento el 29 de junio de 1991 en el Lago Gibson cerca de St. Catharines (Ontario). El bloque de cemento que contenía el torso pesaba más de 200 libras. Sus llaves y registros dentales confirmaron su identidad.
Los investigadores creyeron inmediatamente que había sido violada y torturada, algo que se confirmó cuando se encontraron las cintas de vídeo en el hogar de Bernardo y Homolka. Las cintas muestran que Leslie fue tomada como rehén unas 24 horas y que la violaron y sodomizaron repetidamente. Después de que el Tribunal Supremo rechazase la oferta final de Bernardo de un recurso de casación, el gobierno de Ontario destruyó las cintas de vídeo.

### Declaraciones de Bernardo en 2005
Varios días después de la liberación de Homolka de la prisión en 2005, la policía entrevistó a Bernardo y a su abogado, Tony Bryant. Los medios de comunicación también entrevistaron más tarde a Bryant, que declaró sobre lo que pensaba Bernardo de la liberación.
Según Bryant, Bernardo dijo que siempre intentó liberar a las víctimas que Homolka y él habían mantenido en cautiverio. Bernardo dijo que Homolka estaba preocupada porque la venda en los ojos de Leslie Mahaffy se había caído y sería capaz de identificarlos. Asimismo, Bernardo dijo que el plan de Homolka era asesinar a Mahaffy inyectándole una burbuja de aire en el torrente sanguíneo, lo que le causó finalmente una embolia.